# Parafia Świętych Apostołów Piotra i Pawła w Starej Jastrząbce
Parafia Świętych Apostołów Piotra i Pawła w Starej Jastrząbce – parafia rzymskokatolicka, znajdująca się w diecezji tarnowskiej, w dekanacie Radomyśl Wielki.